# Search & Rescue
Search & Rescue è un singolo del rapper americano-canadese Drake, pubblicato il 7 aprile 2023 tramite le etichette discografiche OVO e Republic Records  Il testo della canzone è stato scritto dallo stesso Drake, in collaborazione con Wesley Curtis, Benjamin Saint Fort, Patrick James Saint Fort, Miles McCollum, Jeremiah Raisen e Noah Shebib.

## Antefatti
Il 25 marzo 2023, tramite una storia su Instagram, Drake ha postato una anteprima di una canzone che sarebbe stata intitolata Rescue Me Il 31 marzo, l'intera traccia è stata trasmessa durante il The Fry Yiy Show, in onda sulla radio Sound 42 dell'emittente Sirius XM. Il 6 aprile, il rapper ha annunciato la pubblicazione della canzone e ha postato anche la copertina del singolo. La copertina raffigura i volti di Drake e della cantante britannica Lilah che indossano dei caschi da motociclista.
Il 26 marzo 2023, un giorno dopo che Drake postò un'anteprima della canzone, il rapper Lil Durk ha pubblicato una storia di Instagram scrivendo "@champagnepapi if you reading this it ain't too late".. Quello che poteva sembrare un riferimento ironico al mixtape di Drake, If You're Reading This It's Too Late, in realtà si rivelerà essere un rimando alla partecipazione di Lil Durk in una versione remix che è stata diffusa anticipatamente online l'11 giugno 2023.

## Descrizione
La canzone ha attirato da subito l'attenzione del pubblico per aver campionato all'interno del brano un dialogo registrato tra Kim Kardashian e Kris Jenner, estrapolato dalla stagione finale del 2021 della serie Al passo con i Kardashian, relativo al divorzio tra Kim e Kanye West. Nel testo Drake il suo desiderio di farsi salvare da una donna dal suo attuale stile di vita. Il rapper descrive anche ciò che cerca in un partner, inclusi "ambizione, onestà, pazienza e fiducia".

## Classifiche
| Classifica (2023) | Posizione massima |
| ----------------- | ----------------- |
| Australia         | 8                 |
| Austria           | 30                |
| Canada            | 4                 |
| Danimarca         | 40                |
| Francia           | 118               |
| Germania          | 49                |
| Irlanda           | 6                 |
| Israele           | 86                |
| Lettonia          | 7                 |
| Lituania          | 16                |
| Lussemburgo       | 7                 |
| Medio Oriente     | 8                 |
| Norvegia          | 31                |
| Nuova Zelanda     | 11                |
| Paesi Bassi       | 40                |
| Portogallo        | 37                |
| Regno Unito       | 5                 |
| Stati Uniti       | 2                 |
| Sudafrica         | 4                 |
| Svezia            | 53                |
| Svizzera          | 13                |

## Date di pubblicazione
| Paese                 | Data          | Formato                | Fonte |
| --------------------- | ------------- | ---------------------- | ----- |
| Stati Uniti d'America | 7 aprile 2023 | Contemporary hit radio | [ 3 ] |